# Puntas de Maciel
Puntas de Maciel también conocida simplemente como Maciel es una localidad uruguaya del departamento de Florida.
Puntas de Maciel, cuenta con un centro de enseñanza de nivel primario, la escuela N° 29, "Justina Santín", nombre en honor a la primera maestra en ocupar el cargo en el mismo centro. Además existe en este pueblo, una sub-agencia de servicios ANTEL, así como diversos comercios. 
Corren líneas de ómnibus interdepartamentales, las cuales facilitan la llegada al poblado.

## Geografía
La localidad se ubica al noroeste del departamento de Florida, próximo al arroyo de los Molles, 1 km al oeste de la ruta 5 a la altura de su km 152, y sobre la vía férrea de la línea Montevideo - Rivera.

## Población
Según el censo del año 2011 la localidad contaba con una población de 160 habitantes.
| 157           | 162 | 139 | 144 | 164 | 160 |
| (Fuente: INE) |     |     |     |     |     |